# Русское кладбище на Шипке
Русское кладбище на Шипке (болг. Руско гробище на Шипка) — недействующее воинское кладбище в городе Шипка (Болгария). Расположено недалеко от Храма-памятника Рождества Христова и Шипкинского монастыря.

## История
Кладбище возникло в начале 1920-х гг. на склоне горы, примыкающей к Храму-памятнику Рождества Христова. Первые ныне известные захоронения датированы апрелем 1922 г. На кладбище хоронили русских военных эмигрантов — инвалидов, живших в приюте Российского Общества Красного Креста для увечных и престарелых воинов при Храме-памятнике. Среди погребенных преобладали генералы и штаб-офицеры, однако во множестве были представлены также обер-офицеры и рядовые, в основном казаки русских казачьих станиц в Болгарии.
Некоторые погребенные на кладбище лица являлись ветеранами Русско-турецкой войны 1877—1878 гг., прибывшими в Болгарию после Гражданской войны в России. Они получали пенсии от правительства Болгарии, многие были награждены болгарскими орденами в связи с 50-летием независимости страны. Большая же часть погребенных являлась военнослужащими Русской Императорской армии, Вооруженных сил Юга России, Русской армии барона П. Н. Врангеля, Донской армии, гражданскими лицами и священнослужителями. Большинство из них сохраняли гражданство России, некоторые являлись обладателями Нансеновского паспорта и гражданства Болгарии; начиная с 1949 г. лица, похороненные на кладбище, преимущественно являлись гражданами СССР и в меньшей степени — НРБ. В современных границах похороненные на кладбище люди являются уроженцами России, Беларуси, Украины, Молдовы, Грузии, Азербайджана, Кыргызстана, Турции, Литвы, Латвии, Эстонии и Польши.
Кладбище действовало до 1936 г., после чего было закрыто для захоронений. Живших в Шипке русских с этого года хоронили на сельском кладбище (ныне практически все русские могилы на нём утрачены). Вплоть до начала 1990-х гг. территория кладбища поддерживалась в приемлемом состоянии, однако к началу 2010-х гг. сильно заросла деревьями, кустарником и стала практически непроходимой. Тем не менее на кладбище сохранились десятки надгробий.
Несмотря на то, что кладбище размещается в одном из популярнейших туристических мест Болгарии, оно никогда не входило в число объектов, предназначенных для посещения туристами.
Начиная с 2010 г. потомком похороненного на кладбище офицера, писателем и телеведущим из Белоруссии Вячеславом Бондаренко совместно с энтузиастами из Болгарии, России и Украины разрабатывался проект обихаживания и мемориализации погоста. Были собраны точные данные более чем о 400 захороненных на нём людях.
20 июня 2013 г. в Болгарии был создан инициативный комитет по восстановлению кладбища, началось его обустройство. 14 августа 2013 г. была объявлена общенациональная кампания по возрождению кладбища и открыт благотворительный банковский счет для этой цели.
27 февраля 2014 г. у входа на территорию кладбища в присутствии представителей администрации г. Шипка и игумена Шипкинского монастыря Рождества Христова был торжественно открыт и освящен мемориальный знак.
В 2013-16 гг. территория кладбища усилиями местных жителей и волонтеров была приведена в порядок и стала доступной для посещения.
В мае 2016 г. в Москве была издана книга В. В. Бондаренко «Русский некрополь на Шипке» — подробное описание кладбища, история Русских инвалидных домов на Шипке и биографии 467 людей, похороненных там. Книга иллюстрирована уникальными фотографиями.

## Известные личности, погребенные на кладбище
- Андреев, Владимир Владимирович — полковник, участник Олимпийских игр 1912 г., один из основателей русского и болгарского спортивного фехтования
- Корф, Николай Андреевич — барон, генерал-майор, военный писатель
- Лодыженский, Иван Николаевич — тайный советник, шталмейстер, управляющий делами Совета Министров Российской империи.
- Лисичкин, Никита Васильевич — депутат III Государственной думы Российской империи.